# Campeonato Panamericano de Judo de 1960
El IV Campeonato Panamericano de Judo se celebró en Ciudad de México (México) el 11 de octubre de 1960 bajo la organización de la Unión Panamericana de Judo.
En total se disputaron cinco pruebas diferentes, todas ellas en la categoría masculina.

## Resultados

### Masculino
| Evento            | Oro                      | Plata                         | Bronce                                                      |
| ----------------- | ------------------------ | ----------------------------- | ----------------------------------------------------------- |
| 1.er kyu          | Hideo Yamasato Argentina | Salvador Goldschmied · México | —                                                           |
| 1.er dan          | Ireneu Morel Argentina   | —                             | —                                                           |
| 2.º dan           | Luis Mendoza · México    | —                             | —                                                           |
| 3.er dan          | Manfred Matt · Canadá    | Masaioshi Kawakami · Brasil   | Luis Alberto Mendoza · Brasil · Poladian Bajaka · Argentina |
| Categoría abierta | Manfred Matt · Canadá    | —                             | —                                                           |

## Medallero
| Núm. | País      | Oro | Plata | Bronce | Total |
| ---- | --------- | --- | ----- | ------ | ----- |
| 1    | Argentina | 2   | 0     | 1      | 3     |
| 2    | Canadá    | 2   | 0     | 0      | 2     |
| 3    | México    | 1   | 1     | 0      | 2     |
| 4    | Brasil    | 0   | 1     | 1      | 2     |
|      | TOTAL     | 5   | 2     | 2      | 9     |